# Bengü

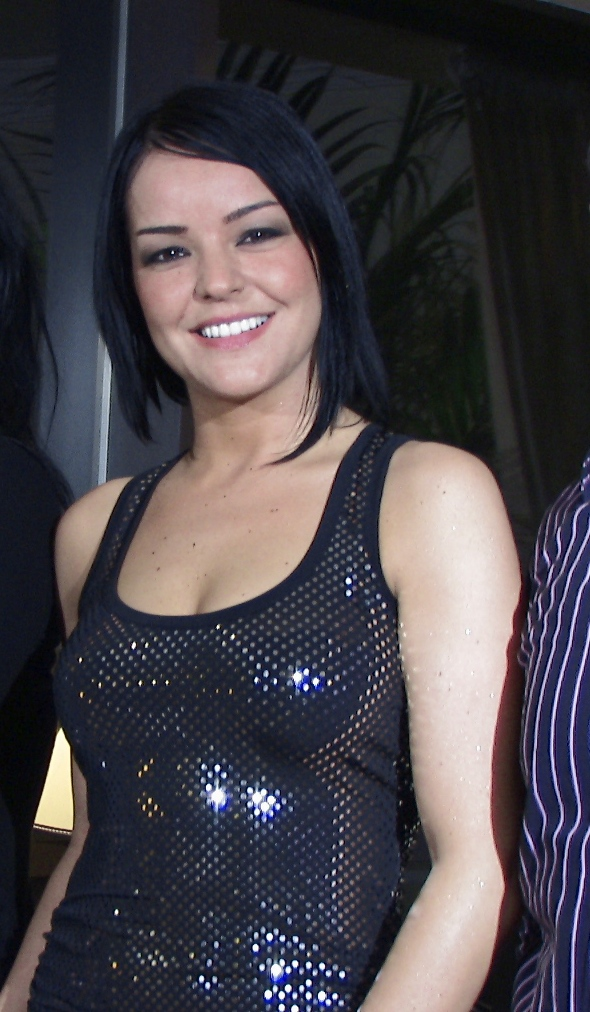
Bengü (2008)

Bengü Erden (* 2. April 1979 in İzmir) ist eine türkische Dance- und Pop-Sängerin.

## Leben und Karriere
Ihre erste musikalische Erfahrung machte sie in der Grundschule mit dem staatlichen Sinfonieorchester Izmir. Die Mittelschule und das Gymnasium absolvierte Bengü an der „Privaten Amerikanischen Schule Izmir“. Ihr erster Musicalauftritt war eine Rolle in Oliver Twist.
1996 nahm sie an der Castingshow Pop Show96 auf dem Sender Show TV teil und wurde Zweite. Während dieser Show machte sie die Bekanntschaft mit Popsänger und Jurymitglied Kenan Doğulu. Doğulu bot ihr eine Zusammenarbeit für ein eigenes Album an. Dafür zog Bengü nach Istanbul um, wo sie an der Marmara-Universität studierte. Während der Arbeit an ihrem Album war sie auch Vokalistin für Kenan Doğulu.
Ihr erstes Album Hoş geldin (Willkommen) erschien im Jahr 2000. Die Musikstücke wurden von vielen namhaften türkischen Künstlern wie Kenan Doğulu, Şehrazat und Yıldız Tilbe beigesteuert.
Bengü gab in den nächsten Jahren an die 300 Konzerte im In- und Ausland. Sie moderierte auch eine Sendung namens Elifnağme auf dem Sender Atv.
Im Februar 2018 wurde ihr Lied „Hodri Meydan“ durch die TRT gesperrt. Neben ihrem Lied wurden weitere Lieder von populären Künstlern zensiert. Kein definierter Grund wurde angegeben, aber laut einer kollektiven Liste mit möglichen Gründen, sollen die Lieder moralisch verwerflich oder mit terroristischen Aktivitäten in Verbindung gebracht werden. Da kein definierter Grund vorliegt und das Lied unter den Möglichkeiten aufgelistet wurde, kann man nicht eindeutig sagen, was gemeint sein soll.

## Diskografie

### Alben
- 2000: Hoş Geldin
- 2005: Bağlasan Durmam
- 2007: Taktik
- 2008: Gezegen
- 2009: İki Melek
- 2011: Dört Dörtlük
- 2014: İkinci Hal
- 2017: Altın Çağ

### EPs
- 2012: Anlatacaklarım Var

### Singles
| - 2000: Sen Bir Çiçeksin - 2000: Güller Yanıyor - 2005: Korkumdan Ağladım (Original: Anna Vissi – Ekpliksi) - 2005: Gel Gel - 2005: Ciddi Ciddi - 2006: Müjde - 2006: Bağlasan Durmam - 2006: Küçük Bir Aşk Masalı (mit Neco) - 2007: Korkma Kalbim (mit Serdar Ortaç) - 2007: Unut Beni - 2008: Kalbim - 2008: Gezegen - 2008: Telafi - 2009: İki Melek - 2009: Kocaman Öpüyorum - 2010: Gelen Seni Soruyor - 2010: Sırada Sen Varsın - 2011: Artık Sevmeyeceğim (mit Suat Ateşdağlı) - 2011: Saat 03:00 - 2011: Aşkım - 2012: Kalbi Olan Ağlıyor - 2012: Haberin Olsun - 2013: Yaralı - 2013: Saygımdan - 2013: Kolay Gelsin (mit Erdem Kınay) - 2014: Sahici - 2014: İkinci Hal | - 2015: Feveran - 2015: Kapıda Yalnızlık - 2016: Hodri Meydan - 2016: Sığamıyorum - 2017: Kuzum - 2017: Sanki (mit Hakan Altun) - 2017: Sezon Sonu (mit Sinan Ceceli) - 2018: Yorma (mit Enbe Orkestrası & Doğukan Medetoğlu) - 2018: Geçmiş Olsun - 2018: Altın Çağ - 2019: Yazık - 2019: İçimden Gelmiyor (mit Bilal Sonses) - 2019: Bir Günah Gibi - 2019: Günaydın - 2022: Kimse Bilmesin - 2022: Heyecan - 2022: Tatlı - 2022: Bayıla Bayıla - 2022: Zaman (mit Mustafa Ceceli) - 2023: Bu Aşk Yerde Kalmaz (mit Sinan Akçıl & Hakan Altun) - 2023: Veto - 2023: Mesajın Var - 2024: Aleyhime - 2024: Kül Kedisi - 2025: Kervan (mit Mustafa Ceceli) - 2025: Karma |

### Gastauftritte
- 1999: Gençlik Marşı (von Kenan Doğulu – im Musikvideo)

### Akustik-Aufnahmen
| - 2021: Kaçın Kurası (Akustik) - 2021: Ummadığım Anda (Akustik) - 2021: Ağlayayım Mı? (Akustik) - 2021: Cesaretin Var Mı Aşka (Akustik) - 2021: Sevdik Sevdalandık (Akustik) - 2021: Mor Salkımlı Sokak (Akustik) - 2021: Biliyorsun (Akustik) - 2021: Sevdam Ağlıyor (Akustik) - 2021: Güllerim Soldu (Akustik) - 2021: Unutamam (Akustik) - 2021: Firuze (Akustik) - 2021: Hiç Ummazdım (Akustik) - 2021: Allı Turnam (Akustik) - 2021: Yalvaramam (Akustik) | - 2021: Aldatıldık (Akustik) - 2021: İstanbul (Akustik) - 2021: Farketmeden (Akustik) - 2021: Dargın Değilim (Akustik) - 2021: Alaturka (Akustik) - 2021: Bende Hüküm Sür (Akustik) - 2021: Yaz Yağmuru (Akustik) - 2021: Mecbursun (Akustik) - 2022: Mühür Gözlüm (Akustik) - 2022: Sürünüyorum (Akustik) - 2022: Hovarda (Akustik) - 2022: Nazende Sevgilim (Akustik) - 2022: Ne Ağlarsın (Akustik) - 2022: Seni Ben Unutmak İstemedim Ki (Akustik) |